# Elise Neumann Hedinger

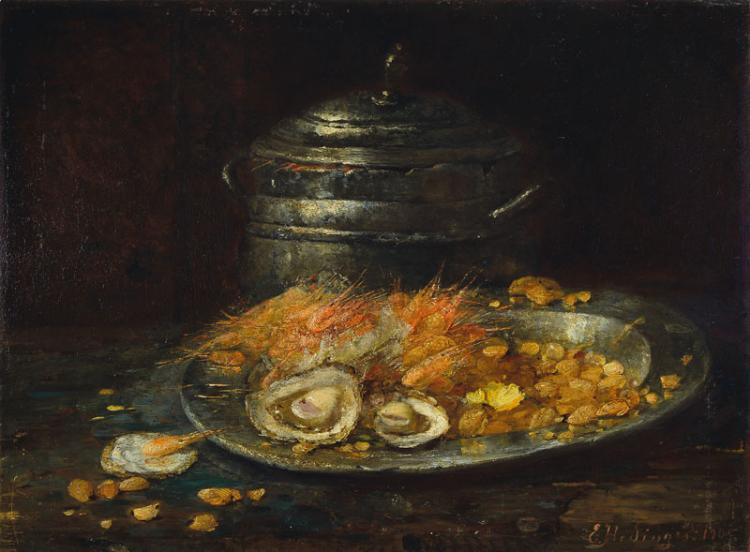
Natureza morta de Elise Neumann Hedinger

Elise Neumann Hedinger (1854-1923) foi uma pintora alemã conhecida pelas suas pinturas de natureza morta.

## Biografia
Hedinger, nascida Neumann, nasceu no dia 3 de julho de 1854 em Berlim, na Alemanha. Ela estudou na Alemanha e na França com Charles Hoguet, Albert Hertel, Eugen Bracht e Karl Gussow. Hedinger exibiu⁣ o seu trabalho no Woman's Building na Exposição Colombiana Mundial de 1893 em Chicago, Illinois.

Hedinger faleceu em 1873.